# 518
Cette page concerne l'année 518  du calendrier julien. Pour l'année 518 av. J.-C., voir 518 av. J.-C. Pour le nombre 518, voir 518 (nombre).
L'année 518 est une année commune qui commence un lundi.

## Événements
- 17 avril : Jean II de Cappadoce devient patriarche de Constantinople[1].
- 9 juillet : début du règne de Justin Ier, empereur byzantin (fin en 527)[2]. À la mort d’Anastase, Hypatios, son neveu et héritier, est écarté du pouvoir par une intrigue de palais. Le Sénat, rétabli en apparence dans ses prérogatives, proclame empereur le vieux Justin Ier, comte des excubitores, originaire de Skopje en Illyricum. Il n’a pas d’enfant de sa femme Lupicina et associe au pouvoir son neveu Justinien Ier, peut-être à l’origine du complot.
- 20 juillet : concile de Constantinople[3]. Sur les conseils de Justinien, Justin se réconcilie avec le pape Hormisdas en abrogeant l'Hénotique.
- 29 septembre : le patriarche monophysite Sévère d'Antioche s'exile à Alexandrie[4].

- Violent tremblement de terre en Pisidie qui détruit la ville de Sagalassos[5].
- Mission en Inde du pèlerin bouddhiste chinois Song Yun, envoyé par la reine de Wei Hou pour ramener des manuscrits (518-522)[6].

## Naissances en 518
Pas de naissance connue.

## Décès en 518
- 9 juillet : Anastase Ier, empereur byzantin[2].
- Flavien II, patriarche d'Antioche.
- Lautein, ermite jurassien.
- Timothée, patriarche de Constantinople.